# Karakumkanal

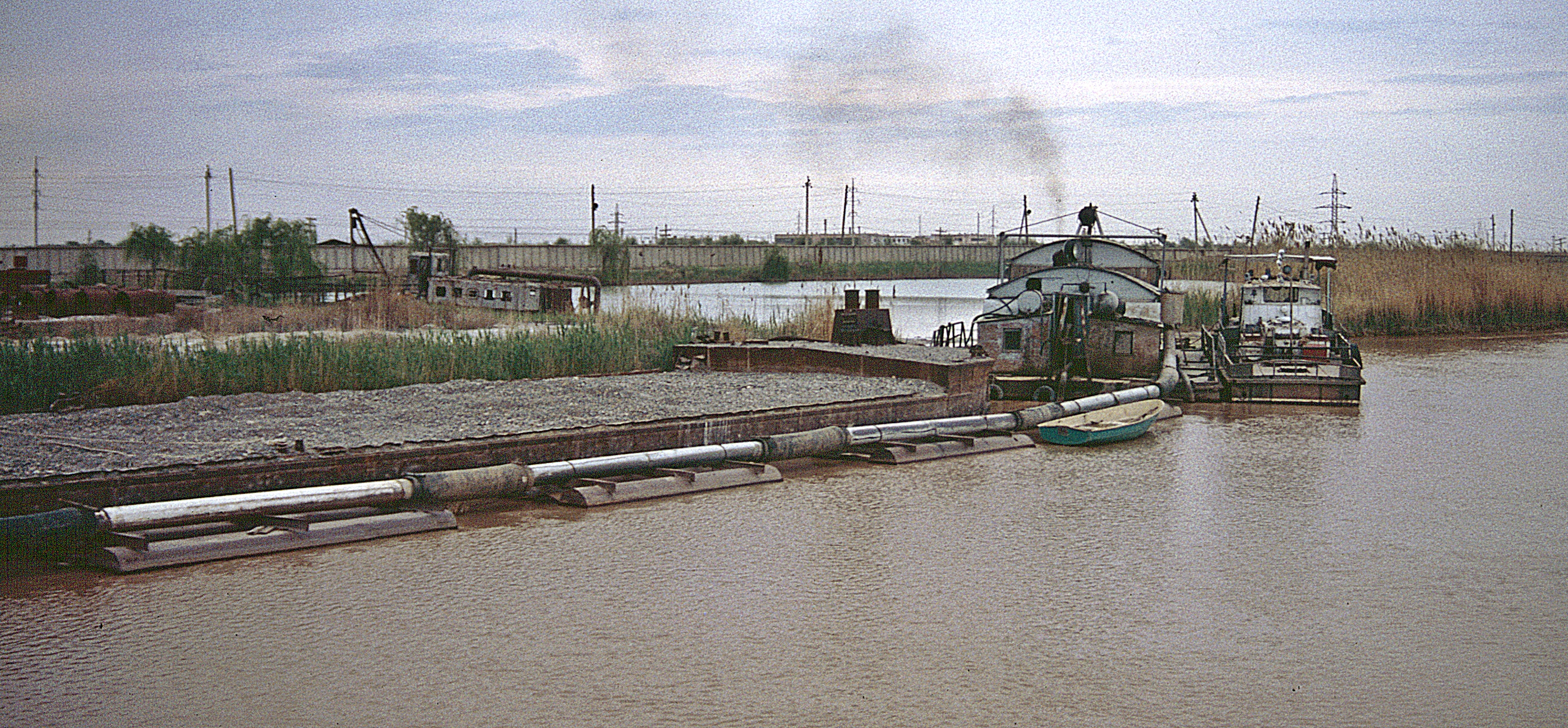
Karakumkanal

Der Karakumkanal (heute nach dem „Ehrennamen“ des ehemaligen turkmenischen Präsidenten Saparmyrat Nyýazow Türkmenbaşy-Kanal und früher Turkmenischer Hauptkanal genannt, turkmenisch Garagum kanaly, russisch Каракумский канал) ist ein Kanal in Turkmenistan.
Der 1.445 km lange Kanal verläuft zwischen dem Fluss Amudarja (bei Kerki) und dem Vorfeld des Kaspischen Meers durch die Wüste Karakum und am Nordrand des Gebirgszugs Kopet-Dag an der Grenze zum Iran. Mindestens bis in die Gegend der Oasensiedlung Merw (nahe Mary) wurde der Kanal auf dem Bett des Kelifer Usboi gebaut, der weitere Verlauf des Usboi ist unbekannt, es wurden aber beim Kanalbau zahlreiche weitere Zeugnisse ausgetrockneter Flussarme gefunden, von denen nicht alle dem in dieser Gegend weit verzweigten (Kelifer) Usboi zugeordnet werden konnten. Auch bei Nebit-Dag (Balkanabat) trifft der Kanal auf das Bett des Westlichen Usboi, einem anderen Arm, der ab der Sarykamysch-Senke mit dem Turkmenischen Hauptkanal (von Taxiatosh kommend) identisch gewesen wäre.
Mit dem Bau wurde 1954 durch die Sowjetunion begonnen, um damit den steigenden Wasserbedarf durch den in der Umgebung forcierten Anbau von Baumwolle und Reis zu decken. Der Kanal, der auf nahezu seiner Hälfte von kleineren Booten befahren werden kann, war der größte der Sowjetunion. Die Wasserentnahme aus dem Amudarja führte zur Verdoppelung der bewässerten Landfläche, hatte jedoch auch gewaltige negative Folgen.

## Nebenwirkungen
Der Karakumkanal ist Ursache für 40 Prozent des Wasserverlusts des Aralsees und damit maßgeblich für die weitgehende Austrocknung des Sees: Durch ihn werden dem Amudarja jährlich etwa 12 bis 13 km³ Wasser entzogen, das entspricht einem durchschnittlichen Abfluss von 400 m³/s. Als Folge erreichte der Fluss den See nur noch zeitweilig, und seit den 1990er Jahren gar nicht mehr, so dass dieser durch die resultierende Austrocknung stark schrumpft und eine Sandwüste hinterlässt. Durch die Verdunstung und die regionalen Winde wird der Salzstaub auf die naheliegenden Felder getragen und macht diese unfruchtbar. Die ansässigen Bauern versuchen durch Überdüngung den aufgetretenen Wassermangel auszugleichen und verseuchen so das Grundwasser. Dies erhöhte drastisch die Kindersterblichkeit in der Region (die Säuglingssterblichkeit ist mit etwa 10 % eine der höchsten weltweit) und führt ebenso zur Verendung zahlreicher Tierherden. Durch den ausgetrockneten Boden kommt es immer wieder zu Überschwemmungen. Die Fischerei spielt in der einst überaus fischreichen Region keine nennenswerte Rolle mehr.
Weil der Kanal bis Bereket (früherer Name Gazanjyk, 39° 15′ N, 55° 31′ O) offen verläuft und zudem über kein betoniertes Bett verfügt, verdunstet oder versickert etwa die Hälfte der in ihm hindurchgeleiteten Wassermenge. Die andere Hälfte des Wassers wird hauptsächlich zur landwirtschaftlichen Nutzung entzogen. Ab Bereket führt ein Zweig Richtung Südwest nach Kizyl-Atrek (auch Gyzyletrek genannt). Ein weiterer Zweig führt nach Balkanabat.
Die wichtigste Stadt am Karakumkanal ist Aşgabat, die Hauptstadt von Turkmenistan. Der Kanal wird in verschiedenen Abschnitten von der Transkaspischen Eisenbahn begleitet. Bei den nahe beieinander liegenden Städten Murgap und Mary kreuzt er den Fluss Murgab.

## Differenzierung zum Turkmenischen Hauptkanal
Im Jahr 1950 wurde in der Sowjetunion noch ein zweiter großer Kanal auf dem heutigen Gebiet Turkmenistans geplant, der Turkmenische Hauptkanal. Dieses Bauprojekt war Teil von Stalins „Großem Plan zur Transformation der Natur“. Dieser sah unter anderem vor, durch großangelegte Bewässerungsanlagen die landwirtschaftlichen Bedingungen entscheidend zu verbessern. Das Vorhaben wurde durch eine langanhaltende Dürre im Jahr 1946 und die daraus resultierende Hungersnot hervorgerufen. Dieser fielen bis zu einer Million Menschen zum Opfer.
Der Name wird fälschlicherweise häufig in Verbindung gebracht mit dem Karakumkanal. Der Turkmenische Hauptkanal sollte jedoch im Norden des Landes verlaufen und den Aralsee, von der Einmündung des Amudarja, mit dem Kaspischen Meer bei Krasnowodsk (heute Türkmenbasy) verbinden. Die geplante Länge betrug 1100 km (zum Vergleich: die des Panamakanals beträgt rund 82 km).
Der Turkmenische Hauptkanal war hauptsächlich für die Elektrizitätsgewinnung vorgesehen. Dazu sollten die Wassermassen aus dem Norden, über den Aralsee fließend, durch mehrere Wasserkraftwerke geleitet werden.
Durch die großangelegte Wasserwirtschaft sollte der nördliche Teil des Landes zur nutzbaren landwirtschaftlichen Fläche gemacht werden, um vor allem mehr Baumwolle erzeugen zu können.
Nach Stalins Tod im Jahr 1953 wurde die Realisierung dieses Großbauprojektes wegen ihrer Unwirtschaftlichkeit eingestellt. Gleichzeitig wurde im Zuge der Entstalinisierung ein Großteil ähnlicher Projekte abrupt beendet. Ein Jahr darauf begann man an anderer Stelle mit dem Bau des Karakumkanals. Um im Volk eine breite Zustimmung für das staatliche Handeln zu erhalten, erschienen im Bauzeitraum einige literarische Werke zu dieser Thematik. Diese sollten die Erbauung sowie die spätere Nutzung des Kanals äußerst wertvoll darstellen und als Leitsymbol zur „Neugründung“ Turkmenistans dienen. Zu den bekanntesten Werken zählen die Produktionsromane Durst von Yuri Trifonov und Ein Tropfen Wasser – ein Körnchen Gold des turkmenischen Schriftstellers Berdy Kerbabayev.